# Ломбардоре
Ломбардоре (італ. Lombardore, п'єм. Lombardor) — муніципалітет в Італії, у регіоні П'ємонт,  метрополійне місто Турин.
Ломбардоре розташоване на відстані близько 540 км на північний захід від Рима, 19 км на північ від Турина.
Населення — 1754 особи (2014).
Покровитель — Sant'Agapito.

## Демографія
Населення за роками:

Станом на 1 січня 2023 року в муніципалітеті офіційно проживали 73 іноземці з 11 країн, серед них 53 громадяни країн Євросоюзу.

## Сусідні муніципалітети
- Босконеро
- Леїні
- Ривароло-Канавезе
- Риваросса
- Сан-Беніньо-Канавезе
- Сан-Франческо-аль-Кампо
- Вольп'яно